# Domaine d'Oshi
Le domaine d'Oshi (忍藩, Oshi-han) est un domaine féodal japonais de l'époque d'Edo situé dans la province de Musashi et dont le quartier général se trouve au château d'Oshi.

## Liste des daimyos
- Clan Matsudaira (Fukōzu) (10 000 koku)

1. Ietada Matsudaira

- Clan Matsudaira (Tōjō) (100 000 koku)

1. Matsudaira Tadayoshi

- Clan Matsudaira (Nagasawa-Ōkōchi) (30 000 koku)

1. Matsudaira Nobutsuna

- Clan Abe (50 000 → 60 000 → 80 000 → 100 000 koku)

1. Abe Tadaaki
2. Abe Masayoshi
3. Abe Masatake
4. Abe Masataka
5. Abe Masachika
6. Abe Masatoshi
7. Abe Masatsune
8. Abe Masayoshi
9. Abe Masanori

- Clan Matsudaira (Okudaira) (100 000 koku)

1. Matsudaira Tadataka
2. Matsudaira Tadasato
3. Matsudaira Tadakuni
4. Matsudaira Tadazane
5. Matsudaira Tadanori

## Source de la traduction
- (en) Cet article est partiellement ou en totalité issu de l’article de Wikipédia en anglais intitulé « Oshi Domain » (voir la liste des auteurs).